# Daniel Samohin
Daniel Samohin (Tel Aviv, 12 maart 1998) is een Israëlische kunstschaatser. Zijn vader Igor Samohin is zijn coach.
Op 18 maart 2016 werd Samohin in Debrecen, Hongarije voor het eerst wereldkampioen voor junioren met een puntentotaal van 236,65. De titel was ook de eerste namens zijn land.